# Groenlingen
De Groenlingen (Hexagrammidae) zijn een familie van zeevissen.  

## Kenmerken
Groenlingen worden gemiddeld rond 50 centimeter lang, maar Ophiodon elongatus kan veel langer worden. Zoals veel andere vissoorten in de orde Schorpioenvisachtigen, hebben ze brede borstvinnen. Ophiodon elongatus is lang en olijf-geel van kleur en heeft een vrij grote tandige bek. Oxylebius pictus is kleiner en helderder van kleur, en kan gemakkelijk worden herkend door de lange verticale rode banden.

## Leefwijze
Het zijn aaseters maar ze vangen en eten ook kleine vissen en bodembewonende dieren, zoals krabben. 

## Verspreiding en leefgebied
Ze komen voor op het continentaal plat in de gematigde en subarctische wateren van de Stille Oceaan. Ze komen voor van zuidelijk Californië tot aan de Aleoeten. Ze kunnen worden aangetroffen nabij rotsachtige kusten, in kelpwouden, en vooral tijdens de paartijd in ondiepe inhammen en getijdenpoelen.

## Visserij
Hexagrammos decagrammus is een populaire vis in de sportvisserij. De commercieel belangrijkste soort is Ophiodon elongatus, die veel wordt gegeten.

## Lijst van geslachten
- Hexagrammos Tilesius, 1810
- Ophiodon Girard, 1854
- Oxylebius Gill, 1862
- Pleurogrammus Gill, 1861
- Zaniolepis Girard, 1858